# Noroy-le-Bourg
Pour les articles homonymes, voir Noroy dans le département de l'Oise.
Noroy-le-Bourg est une commune française située dans le département de la Haute-Saône, la région culturelle et historique de Franche-Comté et la région administrative Bourgogne-Franche-Comté.

## Géographie
|                                                           | Calmoutier        | Liévans          |
| Dampvalley-lès-Colombe Colombe-lès-Vesoul, Villers-le-Sec | Noroy-le-Bourg    | Autrey-lès-Cerre |
| Dampierre-sur-Linotte                                     | Vallerois-le-Bois | Cerre-lès-Noroy  |

### Géologie
Le territoire communal repose sur le gisement de schiste bitumineux de Haute-Saône daté du Toarcien.

### Climat
Pour des articles plus généraux, voir Climat de la Bourgogne-Franche-Comté et Climat de la Haute-Saône.
En 2010, le climat de la commune est de type climat de montagne, selon une étude du Centre national de la recherche scientifique s'appuyant sur une série de données couvrant la période 1971-2000. En 2020, Météo-France publie une typologie des climats de la France métropolitaine dans laquelle la commune est exposée à un climat semi-continental et est dans la région climatique  Lorraine, plateau de Langres, Morvan, caractérisée par un hiver rude (1,5 °C), des vents modérés et des brouillards fréquents en automne et hiver. 
Pour la période 1971-2000, la température annuelle moyenne est de 9,6 °C, avec une amplitude thermique annuelle de 17,2 °C. Le cumul annuel moyen de précipitations est de 1 142 mm, avec 13,7 jours de précipitations en janvier et 10,3 jours en juillet. Pour la période 1991-2020, la température moyenne annuelle observée sur la station météorologique de Météo-France la plus proche, « Frotey_sapc », sur la commune de Frotey-lès-Vesoul à 9 km à vol d'oiseau, est de 11,2 °C et le cumul annuel moyen de précipitations est de 914,2 mm. 
La température maximale relevée sur cette station est de 38,5 °C, atteinte le 25 juillet 2019 ; la température minimale est de −14,9 °C, atteinte le 20 décembre 2009,,. 
Les paramètres climatiques de la commune ont été estimés pour le milieu du siècle (2041-2070) selon différents scénarios d'émission de gaz à effet de serre à partir des nouvelles projections climatiques de référence DRIAS-2020. Ils sont consultables sur un site dédié publié par Météo-France en novembre 2022.

## Urbanisme

### Typologie
Au 1er janvier 2024, Noroy-le-Bourg est catégorisée commune rurale à habitat dispersé, selon la nouvelle grille communale de densité à sept niveaux définie par l'Insee en 2022.
Elle est située hors unité urbaine. Par ailleurs la commune fait partie de l'aire d'attraction de Vesoul, dont elle est une commune de la couronne,. Cette aire, qui regroupe 158 communes, est catégorisée dans les aires de 50 000 à moins de 200 000 habitants,.

### Occupation des sols
L'occupation des sols de la commune, telle qu'elle ressort de la base de données européenne d’occupation biophysique des sols Corine Land Cover (CLC), est marquée par l'importance des forêts et milieux semi-naturels (62,4 % en 2018), en augmentation par rapport à 1990 (61 %). La répartition détaillée en 2018 est la suivante : 
forêts (53,6 %), zones agricoles hétérogènes (27,3 %), prairies (9,4 %), milieux à végétation arbustive et/ou herbacée (8,8 %), zones urbanisées (0,9 %). L'évolution de l’occupation des sols de la commune et de ses infrastructures peut être observée sur les différentes représentations cartographiques du territoire : la carte de Cassini (XVIIIe siècle), la carte d'état-major (1820-1866) et les cartes ou photos aériennes de l'IGN pour la période actuelle (1950 à aujourd'hui).

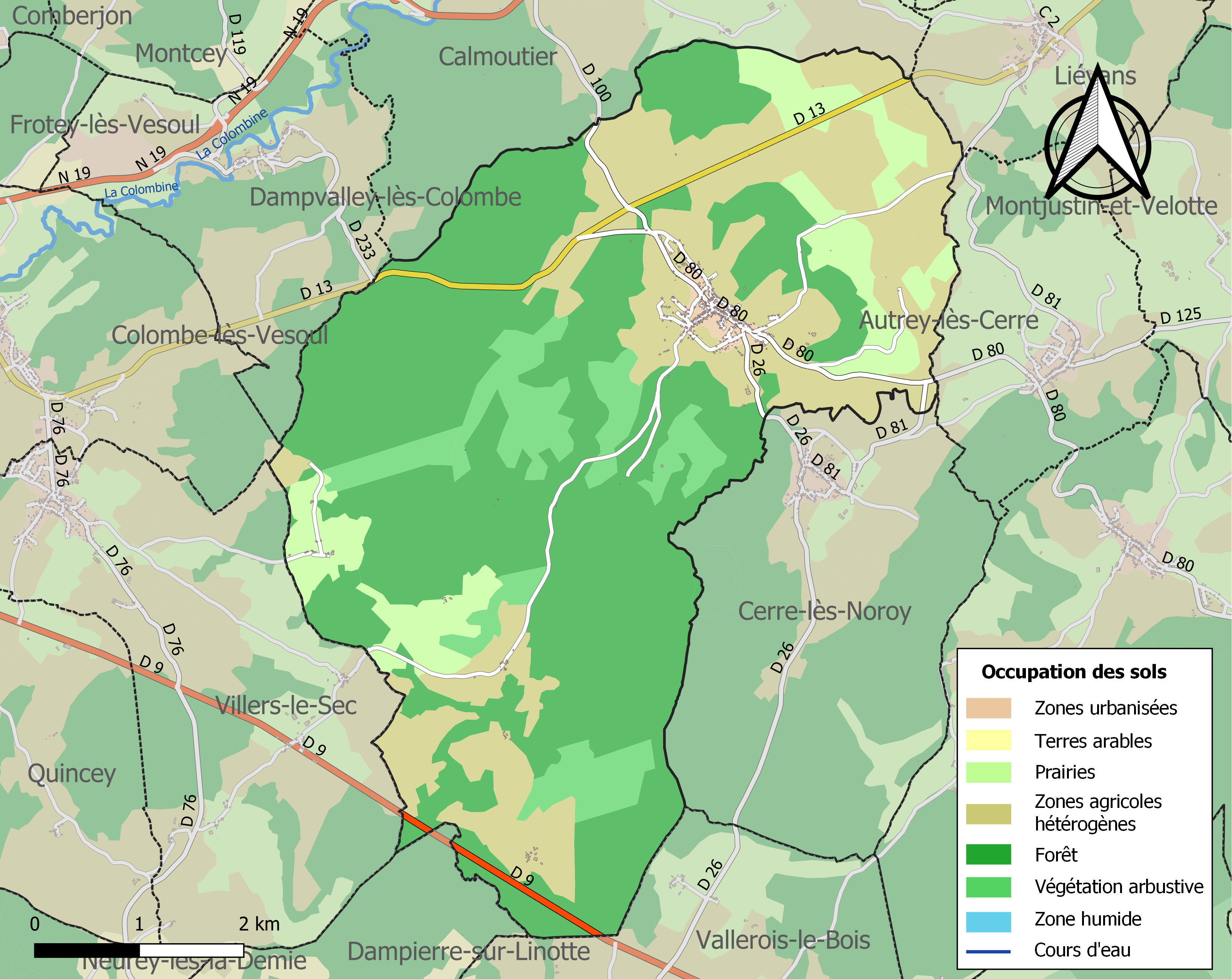
Carte des infrastructures et de l'occupation des sols de la commune en 2018 (CLC).

## Toponymie
Le nom du village pourrait être issu du latin tardif nucaretum, signifiant un lieu planté de noyers.
Noroy a changé d’appellation au cours des siècles : Noroy-l'Archevêque du XVIe au XVIIIe siècle, Noroy-le-Bois en 1793, Noroy-le-Bourg en 1795, Noroy-l'Archevêque en 1814, avant de reprendre celui de Noroy-le-Bourg en 1831.

## Histoire

### Antiquité
Les vestiges d'un établissement gallo-romain ont été signalés en 1852 aux lieux-dits la Thiolère et les Champs de Messire Henry, à l'occasion de travaux de captage d'une source au sud-est du village. La découverte de fragments de mosaïque, de marbre, d'enduits peints et d'une lampe en bronze témoignent de l'existence d'une villa et de l'occupation du site à compter de la fin du Ier siècle de notre ère.

### Moyen Âge
Agnoald, puissant seigneur de la cour de Childebert II, roi d'Austrasie et de Bourgogne, aurait possédé la terre de Noroy et saint Colomban serait venu le rencontrer in villa Honorisiascus pour obtenir l'appui du roi afin de s'établir à Luxeuil. Son fils, saint Agile, après ses études dans ce monastère, fut le premier abbé de l'abbaye de Rebais, dans le diocèse de Meaux, en 638.
Noroy dépendait à l'origine des comtes de Bourgogne, qui y nommaient des maires (villicus) chargés de la perception des revenus, ainsi que des prévôts, officiers de justice. Ceux-ci possédaient ces charges en fiefs.
Par des acquisitions successives, la seigneurie passe, à partir du XIIIe siècle, aux archevêques de Besançon. Le conflit qui les oppose au chapitre de Saint-Étienne de Besançon conduit Richard d'Auxelles, soutenant la cause de son frère Rodolphe, doyen du chapitre, à la première destruction de Noroy en 1237.
Cherchant à s'assurer une sécurité contre ces entreprises belliqueuses, les archevêques font bâtir un château (par Guillaume de la Tour en 1245), et fortifier le bourg (par Jean de Vienne entre 1357 et 1360). Les habitants, qui participent à ces constructions, obtiennent ainsi de ce dernier la remise de la mainmorte, l'archevêque ne se réservant que les redevances et les tailles. Ils disposeront ensuite au XVIe siècle du droit de s'assembler en communauté pour désigner des échevins, nommer des procureurs, banvards, forestiers, et élire des prudhommes.
Les fortifications, qui permettent une résistance efficace aux routiers de Jean de Chauffour en 1364, se révèlent toutefois insuffisantes en 1389  lorsque Philippe le Hardi ordonne leur destruction par Jean de Ray, pour contraindre l'archevêque Guillaume de Vergy à ne plus battre monnaie.
Le château est reconstruit en 1434 mais Noroy subit à nouveau en 1479 les exactions de Charles Ier d'Amboise, lors de la conquête de la Franche-Comté par le roi Louis XI. Le village est repris en 1492 par les troupes de l'empereur Maximilien. Les fortifications ne seront alors plus relevées.

### Époque moderne
En 1596, Antoine Corvini, recruté par Ferdinand de Velasco pour expulser Louis de Beauvau, seigneur de Tremblecourt, demande une rançon aux habitants mais il met le village à sac sans en attendre le paiement.
Après la guerre de Dix Ans, Noroy ne compte plus que 173 habitants en 1657.

## Politique et administration

### Rattachements administratifs et électoraux
La commune fait partie de l'arrondissement de Vesoul du département de la Haute-Saône, en région Bourgogne-Franche-Comté. Pour l'élection des députés, elle dépend de la deuxième circonscription de la Haute-Saône.
Elle était depuis 1973 le chef-lieu  du canton de Noroy-le-Bourg. Dans le cadre du redécoupage cantonal de 2014 en France, la commune est rattachée au canton de Villersexel.

### Intercommunalité
La commune était le siège de la communauté de communes des grands bois, créée le 10 décembre 2001 et qui regroupait 12 communes et environ 3 100 habitants.
Dans le cadre des dispositions de la loi du 16 décembre 2010 de réforme des collectivités territoriales, qui prévoit toutefois d'achever et de rationaliser le dispositif intercommunal en France, et notamment d'intégrer la quasi-totalité des communes françaises dans des EPCI à fiscalité propre dont la population soit normalement supérieure à 5 000 habitants, le schéma départemental de coopération intercommunale de 2011 a prévu la fusion des communautés de communes : 
- du Pays de Saulx, 
- des grands bois 
- des Franches Communes (sauf  Amblans et Genevreuille), 
et en y rajoutant la commune isolée de Velorcey, afin de former une nouvelle structure regroupant 42 communes et environ 11 200 habitants.
Cette fusion est effective depuis le 1er janvier 2014 et a permis la création, à la place des intercommunalités supprimées, de  la communauté de communes du Triangle Vert, dont la commune est désormais membre.

### Liste des maires
| Période                                  | Période      | Identité           | Étiquette | Qualité                                             |
| ---------------------------------------- | ------------ | ------------------ | --------- | --------------------------------------------------- |
| Les données manquantes sont à compléter. |              |                    |           |                                                     |
|                                          |              | Ernest Euvrard     |           | Conseiller général de Noroy-le-Bourg (1945 → 1949)  |
| avant 1981                               | 1983         | Gilbert Pfenninger | DVG       |                                                     |
| 1983                                     | 2001         | Étienne Philippe   | UDF       | Conseiller général de Noroy-le-Bourg (1992 → 1998)  |
| mars 2001                                | mars 2014    | Jacques Jeannin    |           | Président de la CC des grands Bois ( ? → 2014)      |
| mars 2014                                | 19 août 2016 | Raymond Kany       |           | Directeur de centre de formation Décédé en fonction |

## Population et société

### Démographie
En 2022, la commune de Noroy-le-Bourg comptait 505 habitants. À partir du XXIe siècle, les recensements réels des communes de moins de 10 000 habitants ont lieu tous les cinq ans. Les autres « recensements » sont des estimations.
| 1793  | 1800  | 1806  | 1821  | 1831  | 1836  | 1841  | 1846  | 1851  |
| ----- | ----- | ----- | ----- | ----- | ----- | ----- | ----- | ----- |
| 1 072 | 1 035 | 1 071 | 1 117 | 1 160 | 1 233 | 1 277 | 1 317 | 1 306 |

| 1856  | 1861  | 1866  | 1872  | 1876  | 1881  | 1886  | 1891 | 1896 |
| ----- | ----- | ----- | ----- | ----- | ----- | ----- | ---- | ---- |
| 1 178 | 1 194 | 1 195 | 1 078 | 1 070 | 1 009 | 1 008 | 914  | 855  |

| 1901 | 1906 | 1911 | 1921 | 1926 | 1931 | 1936 | 1946 | 1954 |
| ---- | ---- | ---- | ---- | ---- | ---- | ---- | ---- | ---- |
| 791  | 781  | 770  | 608  | 583  | 571  | 575  | 531  | 551  |

| 1962 | 1968 | 1975 | 1982 | 1990 | 1999 | 2006 | 2008 | 2013 |
| ---- | ---- | ---- | ---- | ---- | ---- | ---- | ---- | ---- |
| 508  | 533  | 508  | 511  | 506  | 485  | 486  | 486  | 481  |

| 2018 | 2022 | - | - | - | - | - | - | - |
| ---- | ---- | - | - | - | - | - | - | - |
| 503  | 505  | - | - | - | - | - | - | - |

### Sports
Une épreuve des championnats de France de cyclisme sur route 2016 de Vesoul s'est déroulée le 23 juin 2016 sur le territoire de la commune de Noroy-le-Bourg.

## Culture locale et patrimoine

### Lieux et monuments
- La mairie de Noroy-le-Bourg, conçue par l'architecte Jean-Baptiste Colard, et construite sur un plan en U entre 1862 et 1865, abritant une mairie-école et le tribunal local[26].
- Les 7 fontaines dont la fontaine de Coin remarquable pour sa forme en « J » qui célèbre la mémoire de Joséphine Tascher de la Pagerie, épouse du Général Bonaparte[27].
- L'ancienne gare des chemins de fer vicinaux de la Haute-Saône[28].

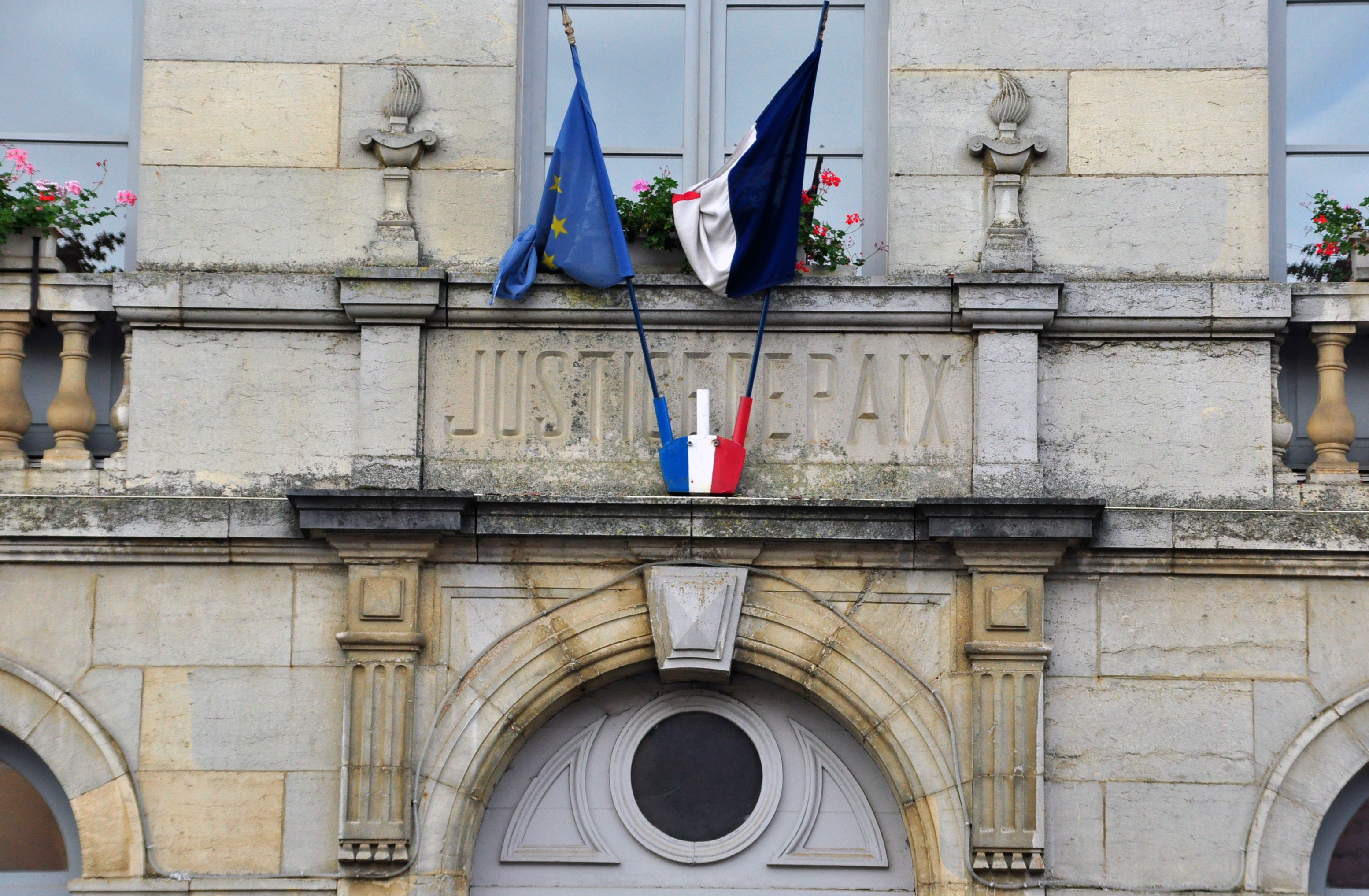
Détail architectural de la mairie.
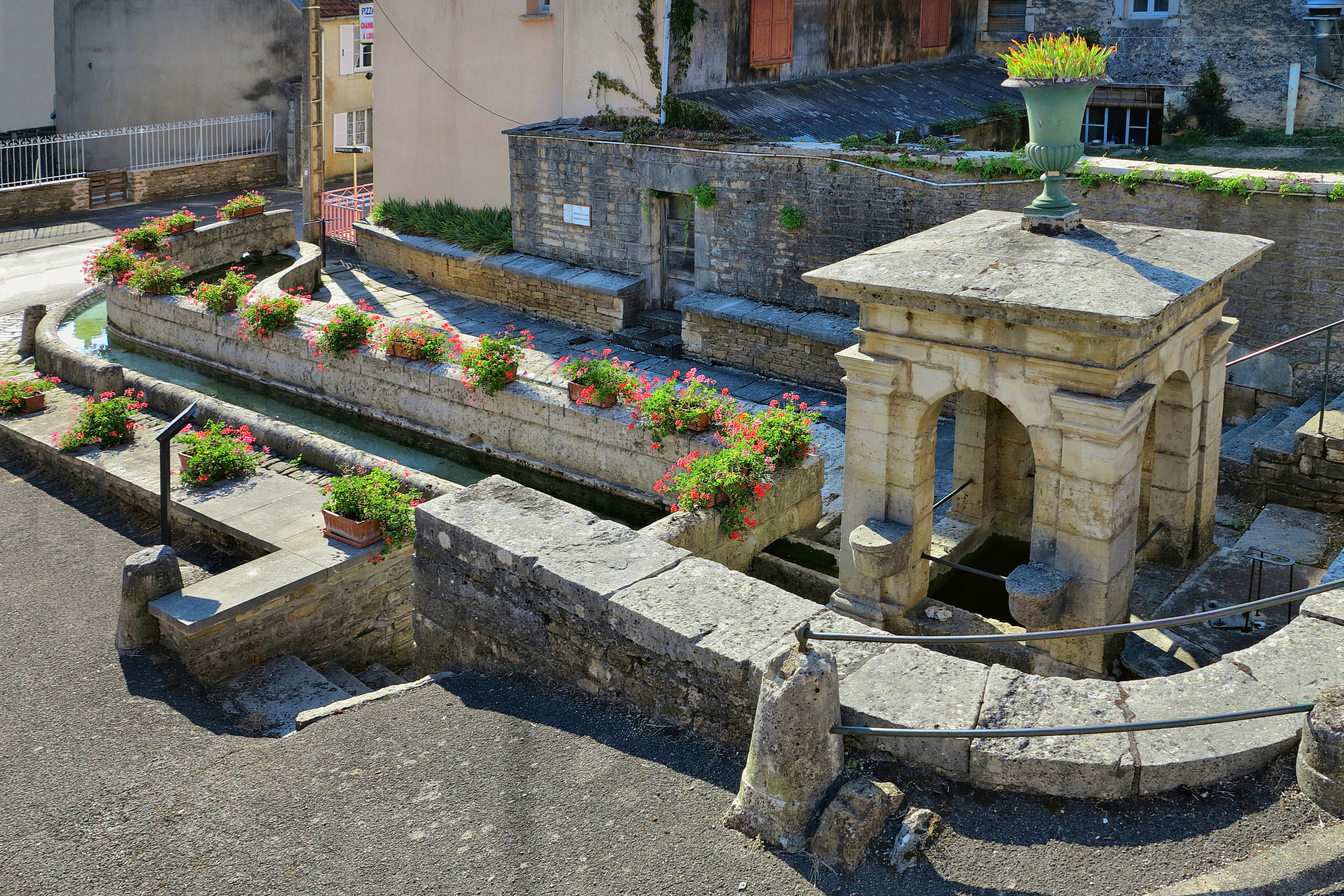
Fontaine de Coin.
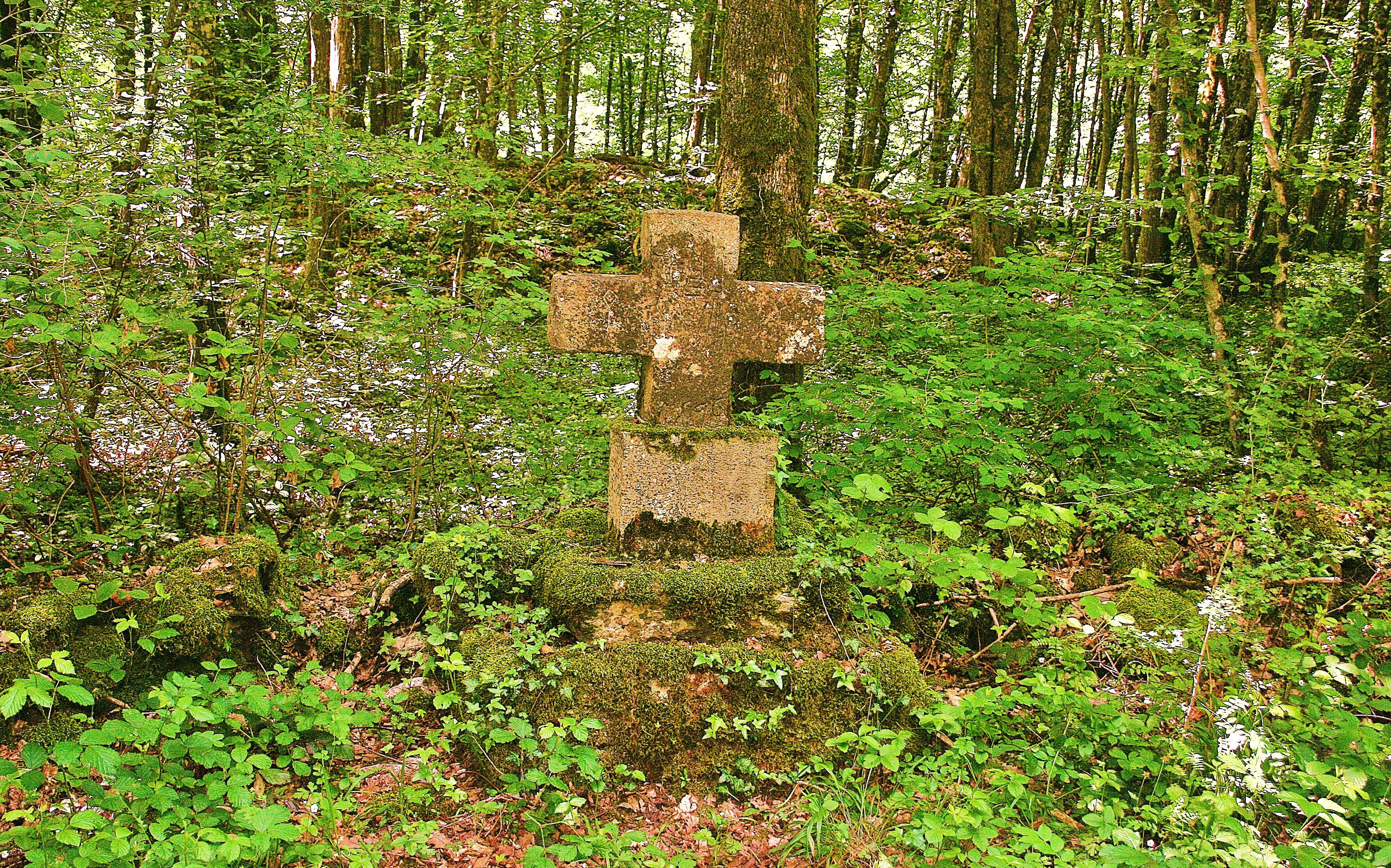
Croix Boguet de 1546.
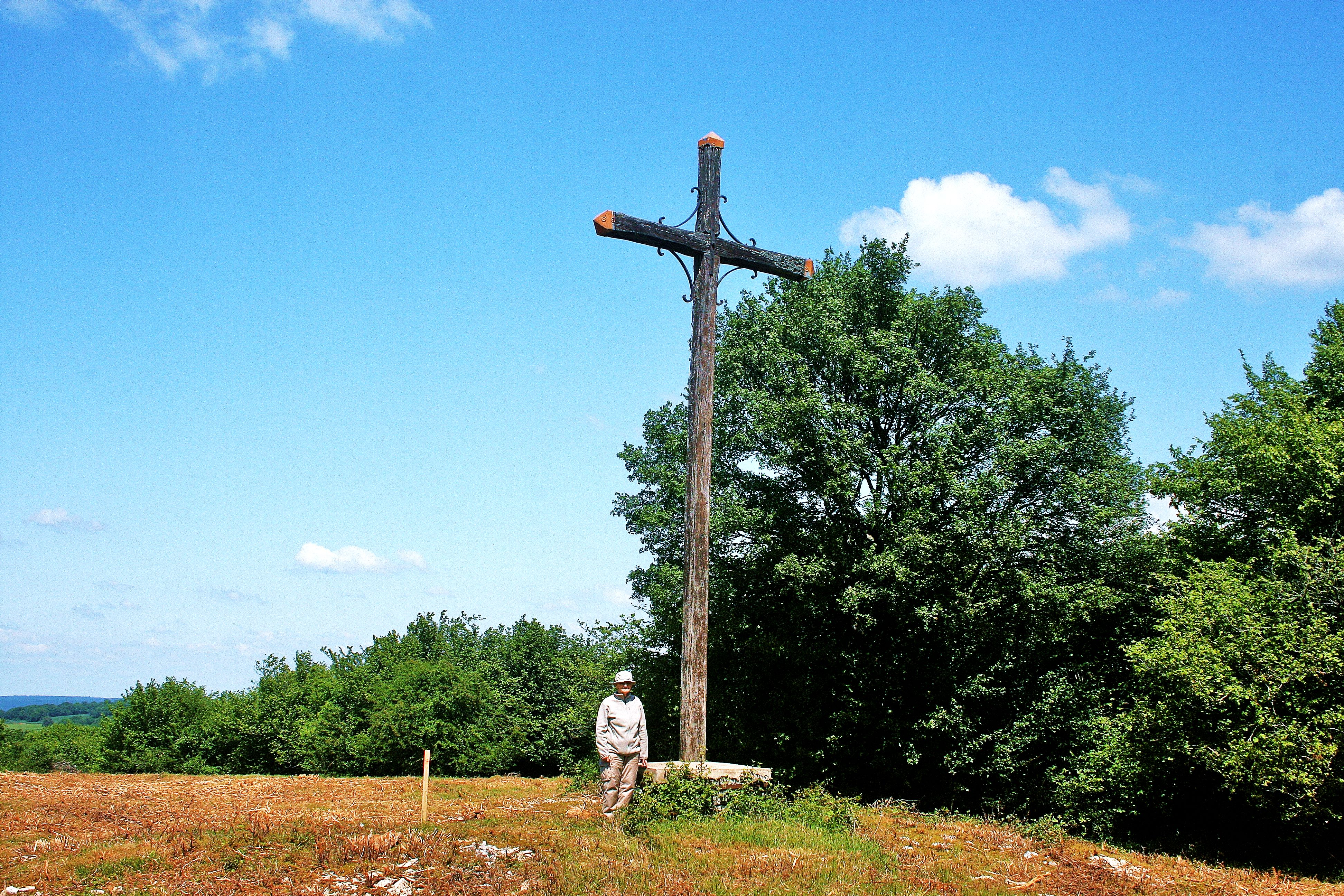
Croix de Champfleurey de 1809.

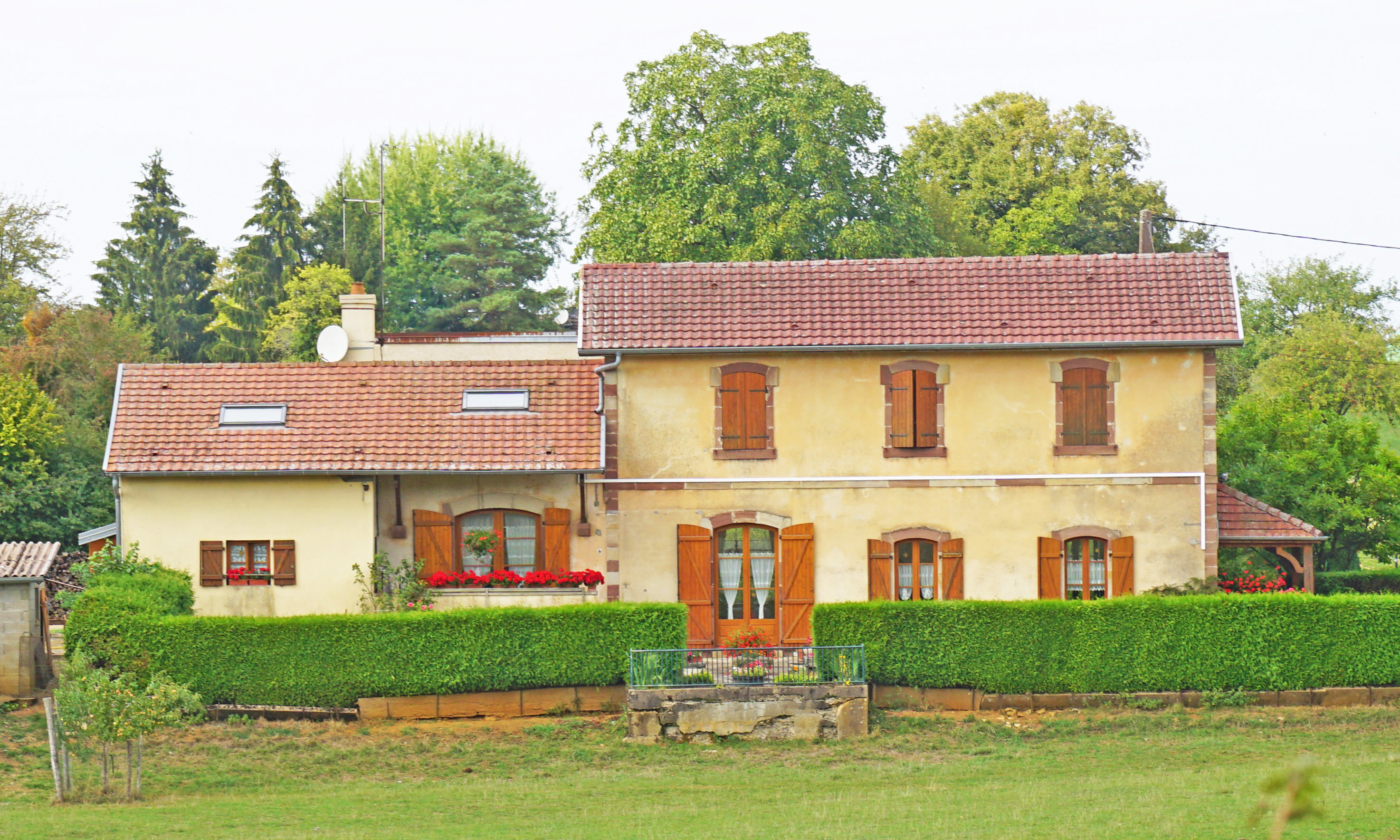
L'ancienne gare.
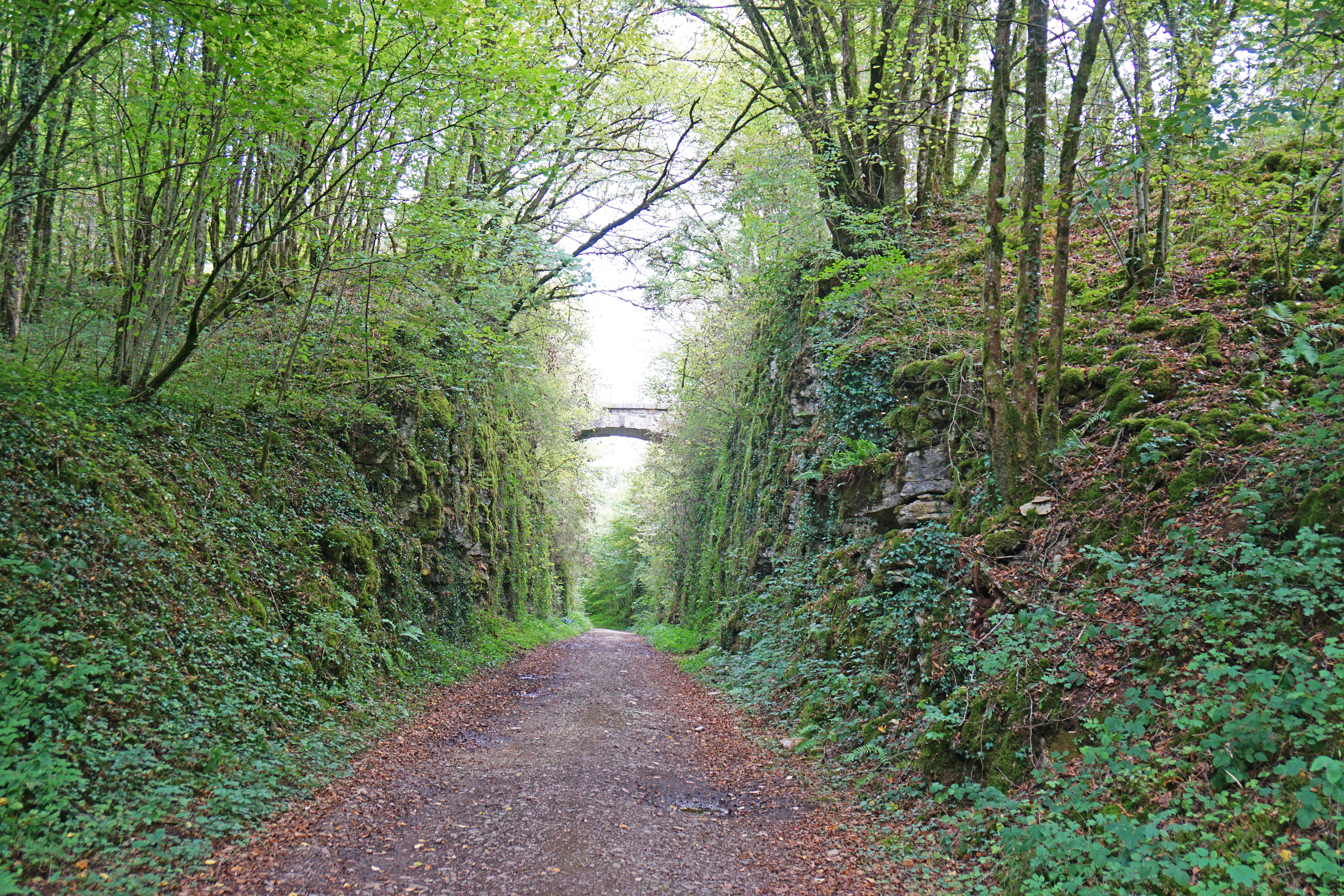
La tranchée ferroviaire et le pont.
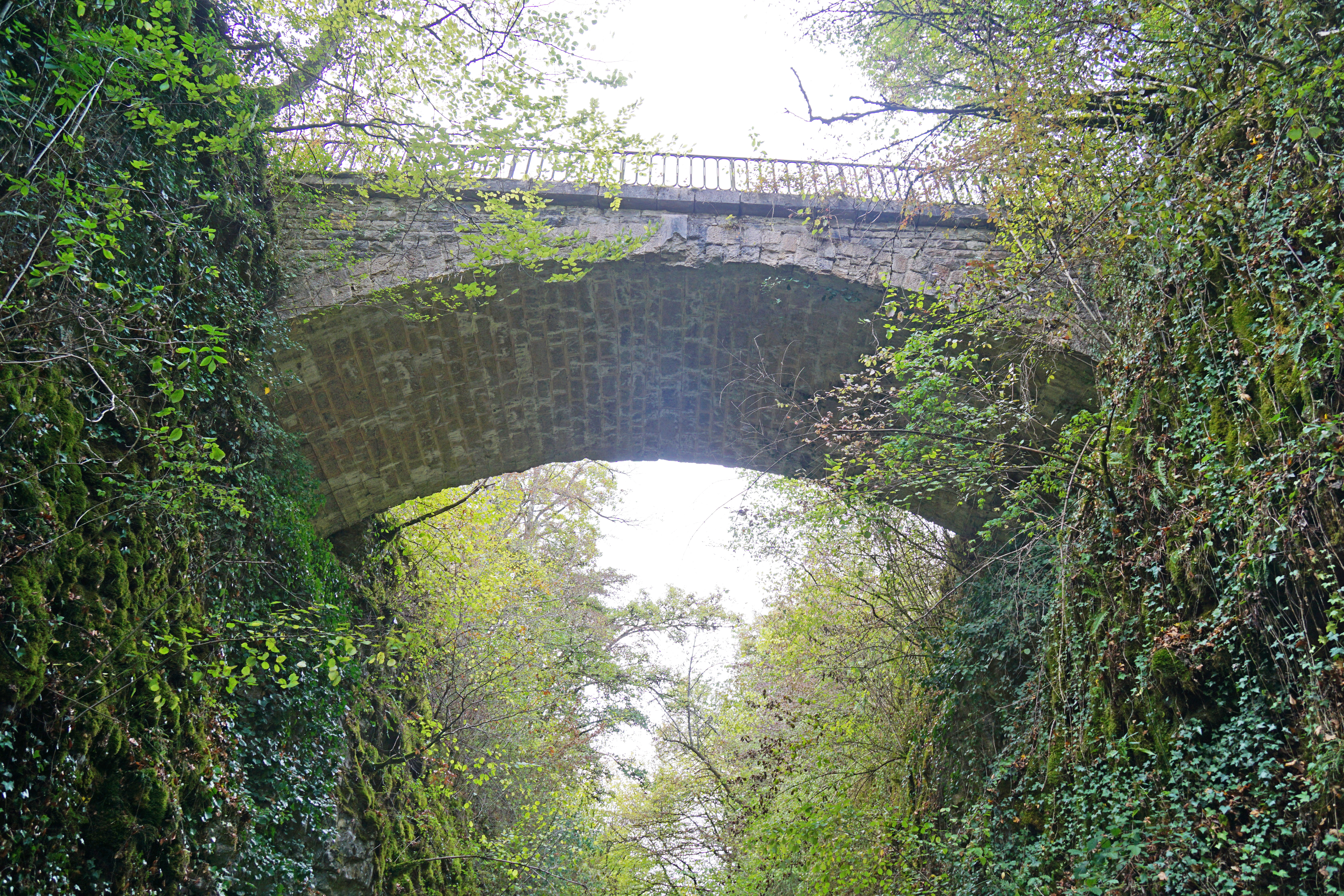
Détail du pont.

### Personnalités liées à la commune
- Antoine du Pinet (1510?-1584?) sieur de Noroy, écrivain protestant de la Renaissance, né à Besançon et décédé à Paris. Il a traduit du latin en français.
- Alexandre Rapin (1839-1889), peintre, y est né.
- Le botaniste Gustave Malcuit (1882-1960), y suivit le cours complémentaire.
- Le Résistant Félicien Bonnemain (1920-1944), a été exécuté à Calmoutier sur la route de Noroy-le-Bourg.

### Héraldique
|  | Les armes de la commune se blasonnent ainsi : D’or à la bande de gueules, au franc-canton d’azur brochant. |